# Aelurillus politiventris
Aelurillus politiventris es una especie de araña araneomorfa del género Aelurillus, tribu Aelurillini, familia Salticidae. La especie fue descrita científicamente por O. Pickard-Cambridge en 1872.
La longitud del prosoma del macho mide 2,27 milímetros y el de la hembra 2,73 milímetros. La especie se distribuye desde Grecia hasta Israel.